# Kadmos
Kadmos o Kadmosian fou una antiga dinastia de nakharark (prínceps) d'Armènia, esmentada per Moisès de Khorèn, que agafaria el nom del mític rei de la dinastia hàikida, Kadmos. No hi altra evidència de la seva existència i hauria desaparegut aviat conquerida pels artàxides. Kadmos podria ser un epònim per Corduena, segons Adontz i Markwart. Altres historiadors ho consideren una indicació de la terra de Kadmuhi, connectada amb Uruatri. Al Registre Militar, Kadmos és el nom donat a Adiabene.